# T/S Britta
T/S Britta är ett svenskt segelfartyg  med hemmahamn i Uddevalla.
Fartyget klassas av Sjöfartsverket som ett traditionsfartyg.

## Historia
Britta byggdes på Hälleviksstrands varv på Orust 1956, i syfte att fiska långa i Nordatlanten.
Fartyget byggdes i ek och utrustades med en råoljemotor på 300hk samt 40m2 segel.
Britta var tillsammans med systerfartyget Sandö de sista långafiskande fartygen på Nordatlanten.
1987 bytte Britta ägare och uppdrag: Östersjöfiske under namnet Singapore. 
Hon gick några år där och såldes sedan till Grundsund, där hon med hjälp av det statliga skrotningsbidraget blev av med all fiskeutrustning. Efter detta såldes Britta vidare till en ny ägare i Ellös och användes som fritidsmotorfartyg under namnet Globetrotter.
1992 fann Uddevalla Maritima Förening (UMF) henne i Hälleviksstrand. Hon förvärvades av UMF och döptes genast om till sitt ursprungliga namn, Britta.
Under de följande fyra åren renoverades hon så grundligt att Sjöfartsverket klassade Britta som nybygge.
Hon har riggats med två master, totalt 350m2 fördelat på sju segel. Som maskin för framdrift fick hon en helrenoverad Volvo Penta TMD120A på 320hk.

## Segling som traditionsfartyg
Sedan 1996 har T/S Britta seglat hela seglingssäsongen, från mitten av april till början av oktober. De vanligaste medseglarna är skolelever i olika åldrar, vilket sammanfaller väl med UMF:s mål om att bevara skutseglingstraditionen.
Britta deltar även årligen i två större seglingar för traditionsfartyg och andra segelfartyg:
- Nordisk seglats, som är en segling mellan Sverige, Norge och Danmark.
- Skuteträffen, som anordnas varje år på Sveriges västkust, oftast runt Marstrand.

Britta har även ordnat informationsseglingar med Bohusläns Museum.
T/S Britta ägs idag av Uddevalla Skolfartygsstiftelse och drivs av Uddevalla Maritima Förening.